# Club Deportivo Alhaurino
El Club Deportivo Alhaurino es un equipo de fútbol de España, de la ciudad de Alhaurín el Grande, en la provincia de Málaga. El primer equipo de la ciudad nace en 1908 bajo la denominación de  Estación de Alhaurín Foot-ball Club. En 1914 pasa a denominarse Alhaurín Foot-ball Club y definitivamente en 1930 firma sus estatutos fundacionales, elimina el anglicismo pasando a denominarse Club Deportivo Alhaurino. Actualmente juega en el Grupo 2 de la División de Honor Andaluza. Tras la desaparición del Club Deportivo Málaga en 1992, mantienen ser el club decano del fútbol malagueño.

## Historia
En 1908 un grupo de operarios de la localidad que trabajaban en la construcción de la vía de ferrocarriles suburbanos de Málaga entre los que se encontraba Paco Santana jugaron los primeros encuentros en la localidad bajo el nombre de Estación de Alhaurín Foot-ball Club. Tras la inauguración de la Estación del tren de Alhaurín el Grande en 1914, el equipo pasó a denominarse Alhaurín Foot-ball Club para distinguirse del Fahala Foot-ball Club y conseguir el estatus de primer equipo de la localidad ya que su máximo rival de la época cambió también de denominación jugando sus primeros encuentro bajo el nombre de Estación del Fahala Foot-ball Club, hasta ese momento no existe ningún documento que acredite la existencia del club como tal hasta que el 11 de septiembre de 1930 el club firma sus estatutos y elimina el anglicismo de su nombre inicial pasando a ser un Club Deportivo y así poder recibir subvenciones por parte del ayuntamiento, nombre con el que perdura hasta nuestros días. Ha participando en competiciones locales y provinciales hasta que en la temporada 1954-55 se inscribe en competiciones federadas. En la temporada 1961-62 el equipo debuta en la Tercera división española, competición en la que juega dos campañas descendiendo en la 1962-63 En 1965 el club se ve obligado a inscribirse en la categoría de Adheridos y jugar sus partidos en el exilio debido a la enemistad del alcalde Joaquín Moltó con la actual directiva encabezada por Miguel Fijones y que provocó la construcción de un colegio en el antiguo Campo del Chorro teniendo que jugar el Alhaurino sus partidos en "Los Montecillos" en la vecina localidad de Coín. En 1970 y tras la llegada de otro equipo de gobierno al ayuntamiento de la localidad, el Alhaurino vuelve a jugar sus partidos en Alhaurín el Grande tras la construcción por parte de los aficionados del actual Estadio Miguel Fijones. En la temporada 1981-82 el club regresa a jugar en categoría nacional después de 20 años realizando un gran papel quedando en la sexta posición teniendo acceso por primera vez en su historia a participar en la Copa del Rey de Fútbol. Tras la desaparición del Club Deportivo Málaga y su sustitución por el actual Málaga Club de Fútbol fundado en 1948, el Club Deportivo Alhaurino recogió el testigo de "Club Decano del Fútbol Malagueño" ya que es hasta el momento la institución futbolística de la provincia más veterana, y que nunca cesó en su actividad deportiva desde 1908.

## Uniforme
- Equipación titular: Camiseta azul, pantalón blanco y medias rayadas azules y blancas.
- Segunda equipación: Camiseta roja, pantalón azul y medias azules.

## Estadio
- Campo Municipal Miguel Fijones, con capacidad para 5.000 personas (3.000 bajo graderío cubierto). Césped artificial de última generación renovado en 2016. Dimensiones 108x64 metros.[5]

## Datos del club
- Temporadas en Tercera División Nacional: 20
- Temporadas en División de Honor Andaluza: 1
- Temporadas en Primera Andaluza Senior: 5
- Temporadas en Regional Preferente Málaga: 12
- Temporadas en Categoría de Adheridos: 8
- Temporadas en Segunda Regional "A": 7
- Temporadas en Primera Categoría Regional: 4
- Temporadas en Regional Preferente Andaluza: 1
- Temporadas en Campeonato Provincial Málaga: 1
- Mejor puesto histórico: 4.º Tercera División Nacional (Temporada 2004/05)
- Peor puesto histórico: 19.º Tercera División Nacional (Temporada 2010/11)
- Máxima goleada conseguida como local: Alhaurino 10-0 Fuengirola Los Boliches (Temporada 2015/16)
- Máxima goleada conseguida como visitante: Basto Melilla 0-6 Alhaurino (Temporada 2005/06)
- Máxima goleada recibida como local: Alhaurino 1-5 Algeciras (Temporada 1961/62)
- Máxima goleada recibida como visitante: At. Cordobés 9-2 Alhaurino (Temporada 1962/63)

## Palmarés
- Subcampeón Copa Excelentísimo Señor Gobernador Civil: Temporada 1958/1959.
- Campeón Trofeo Costa del Sol: Temporada 1959/1960.
- Subcampeón Primera Categoría Regional. Grupo IV: Temporada 1960/1961.
- Campeón Segunda Regional "A": Temporada 1979/1980.
- Campeón Trofeo Fino Tío Mateo: Temporada 1981/82.
- Campeón Regional Preferente Málaga: Temporada 1989/1990.
- Campeón Regional Preferente Málaga: Temporada 1998/1999.
- Campeón Trofeo Pichichi de Tercera División. Grupo IX: Antoñito, con 25 goles en la Temporada 1981/1982.
- Campeón Trofeo Pichichi de Tercera División. Grupo IX: Julio, con 21 goles en la Temporada 2007/2008.
- Campeón Primera División Andaluza. Grupo III: Temporada 2015/16.

## Entrenadores
- José Miguel Rivas Martín "Pepe Rivas" (2005-2006)[6]
- Francisco León Barea "Paco León" (2006-2007)[7]
- Rafael Gil Sánchez (2007-2008)[7]
- Miguel Ángel Montero Díaz (2008-2009)[8]
- Juan Gambero Muñiz (2009-2010)[9]
- Hugo Diez Boscovitch (2010-2011?)
- José Reina Sánchez "Pepe Reina" (2010?-2011)
- Carlos Gobantes (2011-2012)[10]
- José Luis Raimundo Pepelu (2012-2014)[11]
- Fernando Porto (2014-2016)[12][13]
- José Luis del Castillo (2016)[13]
- Adrián Cervera (2016-2017)[14][15]
- José Márquez (2017-19)
- Francis García "Michelín" (2019-presente)[16]

## Trayectoria Histórica
A continuación se muestran las diferentes categorías en las que ha militado el C. D. Alhaurino desde su fundación hasta la actualidad:
- 1954-1955  Está federado, pero no participa en ninguna competición oficial.
- 1955-1956  Está federado, pero no participa en ninguna competición oficial.
- 1956-1957  Está federado, pero no participa en ninguna competición oficial.
- 1957-1958  Está federado, pero no participa en ninguna competición oficial.
- 1958-1959  3.º Campeonato Provincial de Málaga.
- 1959-1960  7.º Primera Categoría Regional,  Grupo IV.
- 1960-1961  2.º Primera Categoría Regional, Grupo IV. (Jugó la fase de ascenso a Tercera División)
- 1961-1962  14.º Tercera División, Grupo XI.
- 1962-1963  15.º Tercera División, Grupo XI.
- 1963-1964  ¿-? Primera Categoría Regional, Grupo IV.
- 1964-1965  6.º Primera Categoría Regional Málaga, Grupo A.
- 1965-1966 Categoría de Adheridos (Torneos Comarcales).
- 1966-1967 Categoría de Adheridos (Torneos Comarcales).
- 1967-1968 Categoría de Adheridos (Torneos Comarcales).
- 1968-1969 Categoría de Adheridos (Torneos Comarcales).
- 1969-1970 Categoría de Adheridos (Torneos Comarcales).
- 1970-1971 Categoría de Adheridos (Torneos Comarcales).
- 1971-1972 Categoría de Adheridos (Torneos Comarcales).
- 1972-1973 Categoría de Adheridos (Torneos Comarcales).
- 1973-1974  7.º  Segunda Regional, Grupo B.
- 1974-1975  14.º Segunda Regional "A".
- 1975-1976  ¿-? Segunda Regional "A".
- 1976-1977  ¿-? Segunda Regional "A".
- 1977-1978  4.º Segunda Regional "A".
- 1978-1979  ¿-? Segunda Regional "A".
- 1979-1980  1.º Segunda Regional "A".
- 1980-1981  3.º Regional Preferente Andaluza, Grupo Oriental.
- 1981-1982  5.º Tercera División, Grupo IX.
- 1982-1983  11.º Tercera División, Grupo IX.
- 1983-1984  7.º Tercera División, Grupo IX.
- 1984-1985  11.º Tercera División, Grupo IX.
- 1985-1986  17.º Tercera División, Grupo IX.
- 1986-1987  3.º Regional Preferente Málaga.
- 1987-1988  3.º Regional Preferente Málaga.
- 1988-1989  11.º Regional Preferente Málaga.
- 1989-1990  1.º Regional Preferente Málaga. (Jugó la fase de ascenso a Tercera División)
- 1990-1991  9.º Regional Preferente Málaga.
- 1991-1992  6.º Regional Preferente Málaga.
- 1992-1993  4.º Regional Preferente Málaga.
- 1993-1994  3.º Regional Preferente Málaga.
- 1994-1995  2.º Regional Preferente Málaga. (Jugó la fase de ascenso a Tercera División)
- 1995-1996  18.º Tercera División, Grupo IX.
- 1996-1997  2.º Regional Preferente Málaga. (Jugó la fase de ascenso a Tercera División)
- 1997-1998  3.º Regional Preferente Málaga.
- 1998-1999  1.º Regional Preferente Málaga. (Jugó la fase de ascenso a Tercera División)
- 1999-2000  16.º Tercera División, Grupo IX.
- 2000-2001  6.º Tercera División, Grupo IX .
- 2001-2002  13.º Tercera División, Grupo IX .
- 2002-2003  15.º Tercera División, Grupo IX .
- 2003-2004  5.º Tercera División, Grupo IX .
- 2004-2005  4.º Tercera División, Grupo IX. (Jugó la fase de ascenso a Segunda División B)
- 2005-2006  13.º Tercera División, Grupo IX .
- 2006-2007  10.º Tercera División, Grupo IX.
- 2007-2008  7.º Tercera División, Grupo IX.
- 2008-2009  13.º Tercera División, Grupo IX.
- 2009-2010  12.º Tercera División, Grupo IX.
- 2010-2011  19.º Tercera División, Grupo IX.
- 2011-2012  5.º Primera Andaluza Sénior, Grupo III.
- 2012-2013  3.º Primera Andaluza Sénior, Grupo III. (Jugó la fase de ascenso a Tercera División)
- 2013-2014  3.º Primera Andaluza Sénior, Grupo III.
- 2014-2015  4.º Primera Andaluza Sénior, Grupo III.
- 2015-2016  1.º Primera Andaluza Sénior, Grupo III.
- 2016-2017  18.º Tercera División, Grupo IX.
- 2017-2018  4.º División de Honor Andaluza, Grupo II.
- 2018-2019  15.º Tercera División, Grupo IX.
- 2019-2020  1.º División de Honor Andaluza, Grupo II.
- 2020-2021  10.º Tercera División, Grupo IX, Subgrupo B.
- 2021-2022  ? Tercera División RFEF, Grupo IX.
- 2022-2023 6.º División de Honor Andaluza, Grupo II.